# 弗利島

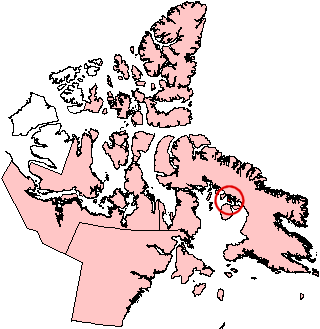

68°30′N 75°00′W / 68.500°N 75.000°W
弗利島（英語：Foley Island）是加拿大的島嶼，位於福克斯灣北部，由基吉柯塔魯克地區負責管轄，屬於北極群島的一部分，面積637平方公里，最高點海拔高度61米，島上無人居住。